# Phyllodytes megatympanum
Phyllodytes megatympanum é uma espécie de anfíbio da família Hylidae. Assim como as demais espécies do gênero Phyllodytes, a espécie passa todo, ou a maior parte do seu ciclo de vida apenas em bromélias.
Com 2,1 a 2,3 cm de comprimento, é endêmica das Florestas Costeiras da Bahia, sendo encontrada apenas nos municípios de Ilhéus e Uruçuca. P. megatympanum se distingue das demais espécies do gênero principalmente pelo tamanho do tímpano.
Ocorre em sintopia com outras espécies do gênero Phyllodytes, como P. maculosus, P. melanomystax e outras espécies não descritas. Mas enquanto estas são observadas vocalizando em bromélias nos estratos inferiores e no chão da floresta, à exceção de P. maculosus, P. megatympanum é ouvida em bromélias localizadas acima de 2 e a até 10 m de altura do solo.